# Park Gyu-young
Đây là một tên người Triều Tiên, họ là Park.
Park Gyu-young (tiếng Hàn: 박규영; sinh ngày 27 tháng 7 năm 1993) là nữ diễn viên người Hàn Quốc. Cô được biết đến với các vai diễn trong phim truyền hình Điên thì có sao (2020), Sweet Home: Thế giới ma quái (2020), Dali và hoàng tử ngổ ngáo (2021), Người nổi tiếng (2023) và Trò chơi con mực (2024)

## Tiểu sử

### Giáo dục
- Trường trung học ngoại ngữ Busan (부산외국어고등학교), Khoa tiếng Trung
- Đại học Yonsei (연세대학교 생활과학대학), Khoa Quần áo và Môi trường[1] – Đã tốt nghiệp Cử nhân[2]

## Danh sách phim

### Phim
| Năm  | Nhan đề    | Vai diễn         | Ghi chú   | Ng.   |
| ---- | ---------- | ---------------- | --------- | ----- |
| 2018 | Wretches   | Ye-ri / Bo-kyung | Vai chính | [ 3 ] |
| 2018 | Love+Sling | So-young         | Vai phụ   |       |

### Phim truyền hình
| Năm     | Nhan đề                   | Kênh | Vai diễn      | Ghi chú   | Ng.   |
| ------- | ------------------------- | ---- | ------------- | --------- | ----- |
| 2016    | Chiến nào, ma kia!        | tvN  | Lee Se-in     | Vai nhỏ   |       |
| 2016–17 | Solomon's Perjury         | JTBC | Baek Hye-rin  | Vai phụ   | [ 3 ] |
| 2020    | Điên thì có sao           | tvN  | Nam Ju-ri     | Vai chính |       |
| 2021    | Thẩm phán ác ma           | tvN  | Yoon Soo-hyun | Vai chính | [ 4 ] |
| 2021    | Dali và hoàng tử ngổ ngáo | KBS2 | Kim Dal-ri    | Vai chính | [ 5 ] |
| 2023    | A Good Day to be a Dog    | tvN  | Han Hae-na    | Vai chính | [ 6 ] |

### Phim chiếu mạng
| Năm      | Nhan đề                      | Nền tảng | Vai diễn                | Ghi chú           | Ng.   |
| -------- | ---------------------------- | -------- | ----------------------- | ----------------- | ----- |
| 2020–nay | Sweet Home: Thế giới ma quái | Netflix  | Yoon Ji-soo             | Vai phụ (mùa 1–3) | [ 7 ] |
| 2023     | Người nổi tiếng              | Netflix  | Seo A-ri                | Vai chính         | [ 8 ] |
| TBA      | Trò chơi con mực             | Netflix  | Kang No-eul( guard 011) | Mùa 2             | [ 9 ] |

## Giải thưởng và đề cử
| Năm  | Lễ trao giải                                                           | Hạng mục                                     | (Những) Người/ Tác phẩm được đề cử                         | Kết quả   | Ng.                  |
| ---- | ---------------------------------------------------------------------- | -------------------------------------------- | ---------------------------------------------------------- | --------- | -------------------- |
| 2021 | Giải thưởng nghệ thuật Baeksang lần thứ 57 (57th Baeksang Arts Awards) | Nữ diễn viên mới xuất sắc nhất – Truyền hình | Sweet Home: Thế giới ma quái                               | Đề cử     | [ 10 ] [ 11 ] [ 12 ] |
| 2021 | Giải thưởng phim truyền hình KBS lần thứ 35 (35th KBS Drama Awards)    | Nữ diễn viên mới xuất sắc nhất               | Dali và hoàng tử ngổ ngáo                                  | Đoạt giải | [ 13 ]               |
| 2021 | Giải thưởng phim truyền hình KBS lần thứ 35 (35th KBS Drama Awards)    | Giải thưởng cặp đôi đẹp                      | Park Gyu-young (với Kim Min-jae) Dali và hoàng tử ngổ ngáo | Đoạt giải | [ 13 ]               |